# 戴晟
戴晟（1669年—1735年），字晦夫，号西洮。清江苏山阳人。
康熙朝诸生。萬斯選弟子，從黄宗羲學習。家境寬裕，好藏書，不事進取。與顧諟、杨开沅，以学行闻於當时，並称“淮上三子”。雍正十三年（1735年）卒，年七十七。有《寤研斋学文》一卷，《学诗》一卷。